# Stadtarchiv Wasserburg am Inn

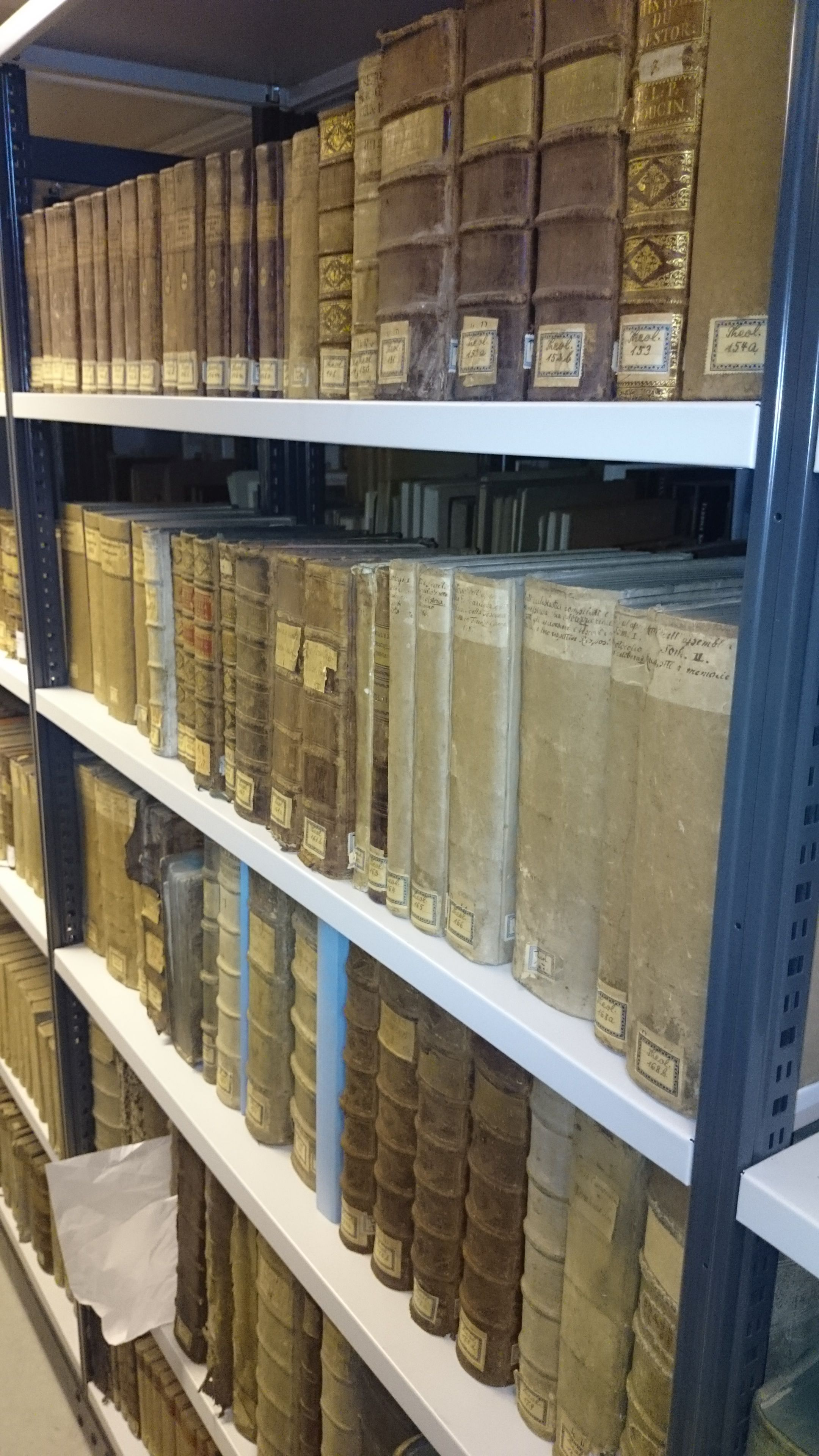
Buchaltbestand

Das Stadtarchiv Wasserburg am Inn verwahrt die Unterlagen der Kleinstadt Wasserburg am Inn sowie ergänzendes Sammlungsgut, Nachlässe und Fotografien.
Gemäß seiner Satzung hat es die Aufgabe, das Schriftgut der Stadtverwaltung „zu erfassen, zu übernehmen, auf Dauer zu verwahren und zu sichern, zu erhalten, zu erschließen, nutzbar zu machen und auszuwerten.“ Das Archiv betreut einen Geschichtswettbewerb, bei dem vor allem Schülerarbeiten des Luitpold-Gymnasiums Wasserburg eingereicht werden.
Der derzeitige Leiter des Wasserburger Stadtarchivs ist der Diplomarchivar Matthias Haupt, der auch als Gitarrist regionale Bekanntheit hat. Im Jahr 2017 initiierte er den Wasserburger Wandkalender, der deutlich werden lässt, wie sehr auch Altstädte „fortwährenden baulichen, infrastrukturellen, wirtschaftlichen, gesellschaftlichen und kulturellen Veränderungen unterliegen“. Er betreut u. a. auch einen vom Bürgermeister Michael Kölbl unterstützten Arbeitskreis, der sich mit der Aufarbeitung des Nationalsozialismus im Raum Wasserburg beschäftigt.

## Archivbau

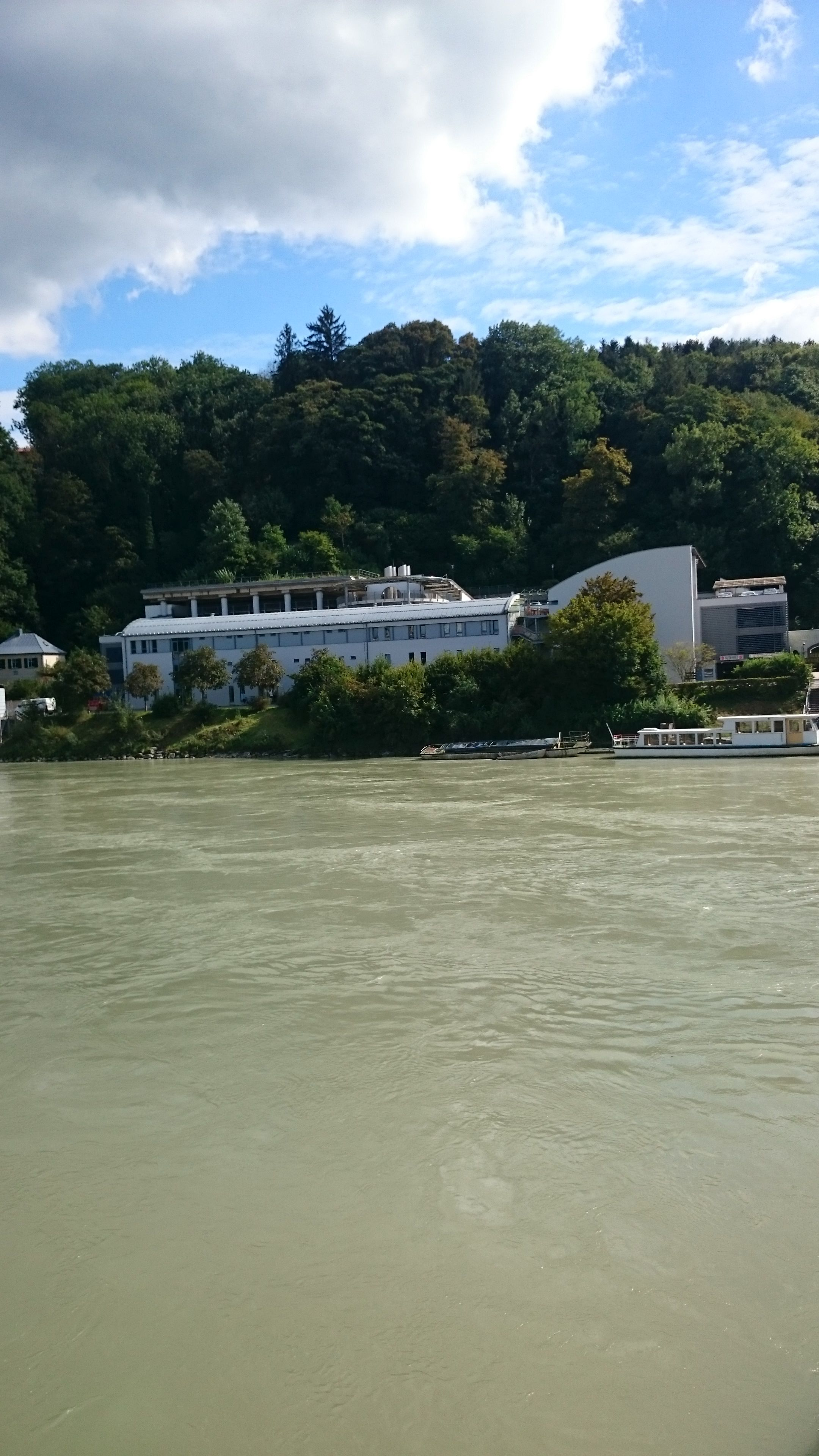
Archivgebäude

Das Stadtarchiv Wasserburg am Inn ist seit 2002 in einem neu erbauten Archivzweckbau an der Kellerstraße 10 untergebracht, hier konnten zum ersten Mal alle Bestände des Archivs unter einem Dach vereint werden. Das Stadtarchiv fand am östlichen Ende des Gebäudekomplexes mit Wohnungen, Büros und Arztpraxen Platz, der errichtet wurde, um das bereits 1991 geplante Parkhaus an der Kellerstraße Richtung Altstadt zu verdecken.
Das Gebäude besteht aus drei Vollgeschossen sowie einem Galeriegeschoss. Wegen der geringen Gebäudetiefe von sechs Metern konnten alle Räume stützenfrei ausgeführt und optimal mit Rollregalen gestückt werden. Die großen Flächenlasten von maximal rund 2900 kg pro Regal werden durch die Stahlbetonkonstruktion aufgefangen. Die Lüftungstechnik ist unter einem Tonnendach im Galeriegeschoss untergebracht.
Hinter dem Stadtarchiv befindet sich der Eingang zu einem alten Bierkeller, der durch die „Kellerfreunde“, einer Abteilung des Heimatvereins für Wasserburg und Umgebung, renoviert und durch regelmäßige Führungen zugänglich gemacht wird.

## Bestände

### Kommunales Archivgut
Das Stadtarchiv verwahrt Urkunden, Akten und Amtsbücher der Stadtverwaltung seit dem Jahr 1301. In den alten Beständen sind die umfangreiche und geschlossene Überlieferung der Amtsbücher und Akten der Rats- und Stiftungsverwaltung ab dem 14. Jahrhundert, die nahezu geschlossene Serie der Ratsprotokolle seit dem 16. Jahrhundert und die relativ reiche Urkundenüberlieferung von rund 5000 Urkunden ab 1301 herauszustellen.
Auch die neueren Bestände von Akten und Amtsbüchern des Stadtmagistrates (1818–1919), Stadtrates (ab 1919) sowie der Stadtverwaltung (seit dem 19. Jahrhundert) sind umfassend erhalten.

### Bibliothek
Neben dem kommunalen Archivgut ist auch die alte Ratsbibliothek der Stadt, die bis in das 16. Jahrhundert zurückreicht, Teil des Stadtarchivs. Sie bewahrt Bücher, die nach der Säkularisation u. a. durch Ankäufe ehemaliger Klosterbibliotheken wie beispielsweise aus den Klöstern Attel, Gars und Benediktbeuern nach Wasserburg gelangt sind. Ergänzt wurde die Bibliothek durch Bestände der ersten Wasserburger Lesevereine aus dem 19. Jahrhundert.
Zuständig ist das Stadtarchiv auch für die neueren Bände aus den Verwaltungsbibliotheken (u. a. Amtsblattsammlung) und aktuelle Literatur zur Bayerischen und Wasserburger Geschichte. Insgesamt umfasst die Präsenzbibliothek des Stadtarchivs ca. 20.000 Bände.

### Sammlungen und Nachlässe
Zusätzlich zu den Unterlagen der Stadtverwaltung werden die Bestände durch privates Schriftgut ergänzt und bereichert.
Das Bildarchiv mit ca. 15 000 Fotografien umfasst Fotos zum Wasserburger Stadtbild und dem Stadtgeschehens und reicht bis ins Jahr 1870 zurück. In der zeitgeschichtlichen Dokumentation werden aktiv Unterlagen von nicht-städtischen Institutionen, Vereinen, Firmen etc. gesammelt (Veröffentlichungen, Plakate, Broschüren etc.) und etwa die Lokalzeitungen und Internetveröffentlichungen ausgewertet.
Zusätzlich übernimmt das Stadtarchiv auch privates Schriftgut, Sammlungen oder Nachlässe, beispielsweise Unterlagen von Vereinen, Schriftstellern oder Politikern.